# Anfinn Kallsberg
Anfinn Kallsberg (ur. 19 listopada 1947 w Klaksvík, zm. 20 lutego 2024) – farerski polityk, premier Wysp Owczych w latach 1998–2004.
Lider Farerskiej Partii Ludowej (Fólkaflokkurin). Rozpoczął proces przejmowania poszczególnych funkcji duńskiego rządu. Za jego kadencji Dania stworzyła plan przyznania całkowitej suwerenności Wyspom Owczym.